# 1900
Évszázadok: 18. század – 19. század – 20. század
Évtizedek: 1850-es évek – 1860-as évek – 1870-es évek – 1880-as évek – 1890-es évek – 1900-as évek – 1910-es évek – 1920-as évek – 1930-as évek – 1940-es évek – 1950-es évek
Évek: 1895 – 1896 – 1897 – 1898 –  1899 – 1900 – 1901 – 1902 – 1903 – 1904 – 1905
Az 1900-as év volt a 19. század utolsó éve és egyben az 1900-as évek első éve.

## Események

### Határozott dátumú események
- január 1.

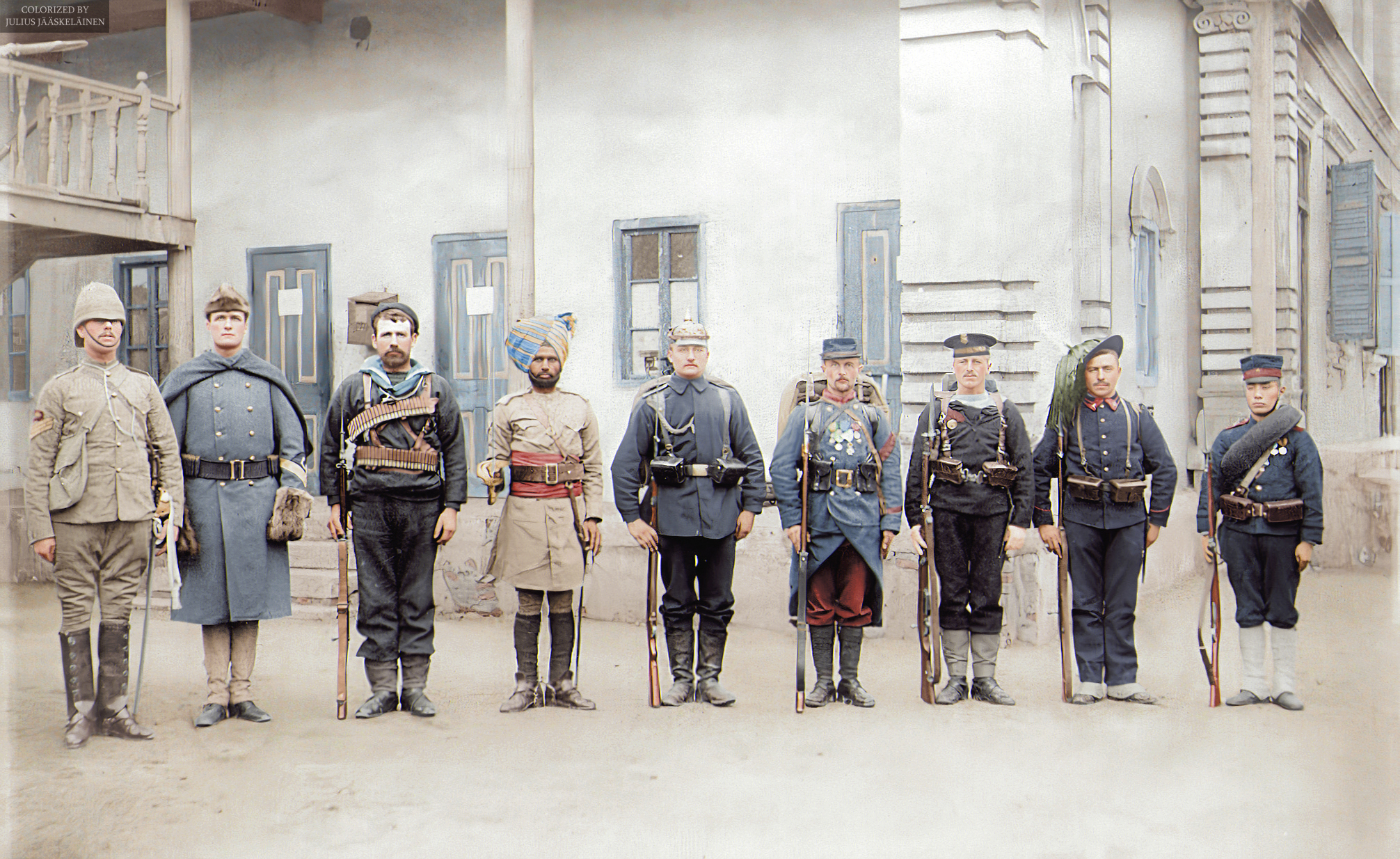
A bokszerfelkelés leverésében részt vevő hatalmak (balról Egyesült Királyság, Egyesült Államok, Oroszország, Brit-India, Németország, Franciaország, Osztrák–Magyar Monarchia, Olaszország, Japán) katonái

  - Megjelenik a Huszadik Század című folyóirat első száma.[1]
  - Az Osztrák–Magyar Monarchiában bevezetik az aranykoronát a forint helyett.
- március 11. – A brazil haderő bevonul az Acrei Köztársaságba, lemondásra kényszerítik annak vezetőjét Luis Gálvezt és a területet visszaadják Bolíviának.
- április 15. – A külföldiek elleni kilengések miatt a bokszer-mozgalom formális betiltása Kínában.[2]
- május 31.–június 3. – 450 külföldi katona érkezik Kínában a pekingi követségi épületek védelmére.[2]
- június 2. – Az Egyesült Államokban élő indiánok hivatalosan is az összes polgárjog birtokosai lettek.
- június 14–18. – A bokszerek feltartóztatják Edward Seymour brit admirális 2000 főt meghaladó nemzetközi expedíciós hadtestét. (A külföldiek, katonák és keresztény kínaiak elbarikádozzák magukat a diplomáciai negyedben.)[2]
- június 19. – A kínai császári kormány ultimátumot intéz a pekingi európai követségekhez Kína 24 órán belüli elhagyásáról. (Ugyanezen a napon mozgósították és Kínába küldték a német tengerészgyalogságot.)[2]
- június 20.
  - A Német Birodalmi parlament, a Reichstag elfogadja a második flottatörvényt. (A törvény az építendő csatahajó számát megduplázta, 19-ről 38-ra emelte. Az ütemezés szerint az utolsónak 1920-ra kellett elkészülnie.)[3]
  - Pekingben, a nyílt utcán egy mandzsúriai katona lelövi Clemens von Ketteler német követet.[2][4] (A kínai Bokszerlázadás kezdete.)
- július 29. – Monzában egy anarchista halálos merényletet követ el I. Umbertó olasz király ellen.[5] (Utóda III. Viktor Emánuel.)
- augusztus 4. – Az Edward Seymour brit admirális vezette expedíciós hadtest bevonul Tiencsinbe.[2]
- augusztus 14. – Az Edward Seymour brit admirális vezette expedíciós hadtest elfoglalja Pekinget.[2]
- augusztus 20. – Megalakul Vázsonyi Vilmos irányításával a Polgári Demokrata Párt.[6]
- szeptember 8. – Minden idők leggyilkosabb hurrikánja elpusztítja Galvestont. (Az áldozatok száma meghaladta 6000 főt.)
- szeptember 24. – A párizsi világkiállítás alkalmából Európában tartózkodó Mozaffar ad-Din perzsa sah a bécsi tartózkodása után – ahol találkozik I. Ferenc József császárral és királlyal – Budapestre érkezik.[7]
- október 2. – Házasságot kötött Albert flamand gróf, belga királyi herceg és Wittelsbach Erzsébet hercegnő.
- október 17. – Németországban Bernhard von Bülow herceg alakít kormányt.[8]
- november 19. – Elindulnak Budapest utcáin első gyűjtőútjukra a Posta által forgalomba állított automobiloknak nevezett járművek (valójában motoros levélgyűjtő triciklik).
- december 5. – Berlinben aláírják a hármas szövetség első haditengerészeti megállapodását.[9]

### Határozatlan dátumú események
- az év folyamán –
  - Oroszország megszállja Mandzsúriát.
  - Porosz-Lengyelországban a porosz kormány a lengyel elemi iskolákban a vallásoktatásban kötelezővé teszi a német nyelv használatát.[10]
  - Az 1893-ban megalakult Lengyel Királyság Szociáldemokráciája (SDKP) egyesül a Litvánia Szociáldemokráciája balszárnyával, és létre jön a Lengyel Királyság és Litvánia Szociáldemokráciája nevű munkáspárt (SDKPiI).[10]

## Az év témái

### 1900 a filmművészetben
- The Two Blind Men, rendezte Georges Méliès

### 1900 az irodalomban
- Megjelenik Lyman Frank Baum: Óz, a csodák csodája című műve

### 1900 a légi közlekedésben
- július 2. – A Ferdinand von Zeppelin által tervezett LZ-1 jelzésű léghajó elindul első próbaútjára.[11]

### 1900 a sportban
- március 18. – az Ajax Amsterdam megalapítása
- február 27. – Az FC Bayern München megalapítása
- május 14. – október 28. II. nyári olimpiai játékok megrendezése Párizs-ban, 21 ország sportolóinak részvételével.
- Lásd még: 1900-ban alapított labdarúgóklubok listája

### 1900 a tudományban
- december 14. – Max Planck német fizikus a Berlini Fizikai Társaságban ismerteti a modern fizika alapját képező kvantumelméletet. (Ezt a napot tekintik a kvantummechanika születésnapjának).

## Születések
- január 2. – William Haines, amerikai színész († 1973)
- január 5. – Yves Tanguy, francia festő († 1955)
- január 7. – Fettich Nándor, régész, ötvös, az MTA tagja († 1971)
- január 14. – Barcsay Jenő, grafikus, festőművész († 1988)

### 1900 a vasúti közlekedésben
- június 24. – A budapesti villamosok alkalmazottai munkakörülményeik javításáért sztrájkba kezdenek.
- november 9. – Átadják a Szigetvárt és Kaposvárt összekötő vasutat.
- november 16. – Megindul a forgalom a Kaposvár – Barcs vasútvonalon.
- január 25. – Theodosius Dobzhansky, genetikus, zoológus († 1975)
- január 25. – Fekete István, író († 1970)
- január 26. – Xavier Cugat, katalán-kubai zenekarvezető († 1990)
- február 2. – Józef Kowalski, Lengyelország legidősebb embere, az utolsó lengyel–szovjet háborús veterán († 2013)
- február 11. – Hans-Georg Gadamer, német filozófus († 2002)
- február 20. – Jorgosz Szeferisz, irodalmi Nobel-díjas görög költő, író és diplomata († 1971)
- február 22. – Luis Buñuel, spanyol filmrendező († 1983)
- március 5. – Angyal László magyar zeneszerző († 1979)
- március 9. – Howard Aiken, amerikai mérnök, a számítástechnika úttörője († 1973)
- március 23. – Erich Fromm, német származású pszichológus és filozófus († 1980)
- március 31. – Szabó Lőrinc, költő, műfordító († 1957)
- április 5. – Spencer Tracy, amerikai színész († 1967)
- április 11. – Márai Sándor, író († 1989)
- április 21. – Hans Fritzsche, Német náci hivatalos († 1953)
- április 24. – Elizabeth Goudge, angol író († 1984)
- április 25. – Wolfgang Pauli, osztrák származású Nobel-díjas svájci fizikus († 1958)
- április 26. – Charles Richter, amerikai geofizikus és feltaláló († 1985)
- április 29. – Götz Gusztáv, Európa-bajnok evezős († 1970)
- május 1. – Ignazio Silone, olasz író († 1978)
- május 5. – Háy Gyula, magyar drámaíró, műfordító, Kossuth-díjas († 1975)
- május 23. – Hans Frank a Harmadik Birodalom tisztségviselője († 1946)
- május 30. – Adorján József gazdálkodó, kisgazda politikus, országgyűlési képviselő († 1975)
- június 5. – Gábor Dénes, Nobel-díjas magyar fizikus, villamosmérnök, a holográfia feltalálója († 1979)
- június 25. – Lajos Ferenc battenbergi herceg battenbergi herceg, India alkirálya és főkormányzója, Burma grófja, illetve várgrófja, Romsey bárója, a Brit Királyi Hadsereg parancsnoka († 1979)
- június 29. – Antoine de Saint-Exupéry, francia pilóta és író († 1944)
- július 11. – Gecse Árpád, szobrász, festőművész († 1999)
- július 15. – Passuth László, író műfordító († 1979)
- július 19. – Remenyik Zsigmond, író († 1962)
- július 20. – Bárczay János magyar földbirtokos, szolgabíró, gazdasági főtanácsos, országgyűlési képviselő († 1985)
- július 24. – Bay Zoltán, magyar származású atomfizikus († 1992)
- augusztus 1. – Horváth István magyar mezőgazdász, szakíró, országgyűlési képviselő († ?)
- augusztus 4. – Bowes-Lyon Erzsébet brit királyné "Anyakirálynő" († 2002)
- augusztus 19. – Gilbert Ryle, brit filozófus († 1976)
- szeptember 3. – Urho Kekkonen, Finnország elnöke († 1986)
- szeptember 12. – Haskell Brooks Curry matematikus, a kombinatorikus logika kutatója († 1982)
- szeptember 16. – Fricke Valér magyar földbirtokos, mezőgazdász, országgyűlési képviselő († 1982)
- szeptember 26. – Hacsatur Kostojanc szovjet-örmény neurofiziológus, az MTA tagja († 1961)
- október 5. – Kumorovitz L. Bernát történész, levéltáros, az MTA tagja, a magyarországi pecséttani kutatások kiemelkedő alakja († 1992)
- október 7. – Heinrich Himmler, Német náci hivatalos és SS vezetője († 1945)
- október 7. – Kiss Ignác magyar kohómérnök, matematikus, egyetemi tanár († 1969)
- október 13. – Ghislaine Dommanget francia színésznő, monacói hercegné († 1991)
- október 14. – Esterházy János magyar huszárhadnagy, földbirtokos, felsőházi tag († 1967)
- november 1. – Bruckner Győző kémikus, gyógyszervegyész, a magyarországi szerves kémia kimagasló jelentőségű alakja, az MTA tagja († 1980)
- november 1. – Komáromy Andor, magyar karmester, zeneszerző, zenei rendező († 1983)
- november 2. – Gegesi Kiss Pál orvos, gyermekgyógyász, gyermekpszichológus, az MTA tagja († 1993)
- november 4. – Lucreţiu Pătrăşcanu, román kommunista aktivista és szociológus († 1954)
- november 4. – Luigi Lucioni, olasz származású amerikai festő († 1998)
- november 8. – Margaret Mitchell, amerikai írónő, az „Elfújta a szél” c. regény szerzője († 1949)
- november 9. – Berei Andor magyar közgazdász, politikus, egyetemi oktató († 1979)
- November 11. – Halina Konopacka, lengyel sportoló († 1989)
- November 14. – Aaron Copland, amerikai zeneszerző († 1990)
- november 15. – Rédei László, matematikus († 1980)
- november 16. – Nyikolaj Fjodorovics Pogogyin (Sztukalov), szovjet újságíró, drámaíró († 1962)
- november 19. – Anna Seghers, német írónő, Radványi László felesége († 1983)
- november 30. – Dusóczky Andor, orvos, az első magyar okleveles sportorvos († 1971)
- december 3. – Richard Kuhn, Nobel-díjas osztrák vegyész († 1967)
- december 10. – Joó Rózsi, magyar színésznő († 1979)
- december 11. – Tek Pista, szlovén mesemondó († 1973)
- december 19. – Féja Géza, író, újságíró, szerkesztő († 1978)

## Halálozások
- január 20. – John Ruskin angol esztéta (* 1819)
- január 26. – Fászl István bencés szerzetes-tanár, ornitológus (* 1838)
- február 21. – Charles Piazzi Smyth skót csillagász (* 1819)
- március 7. – Somlyai Gábor históriaíró (* 1824)
- március 23. – Zsolnay Vilmos pécsi keramikusművész, nagyiparos (* 1828)
- március 31. – Ellen Fries svéd történetírónő (* 1855)
- május 1. – Munkácsy Mihály festő (* 1844)
- május 21. – Padányi Gulyás Jenő építészmérnök, politikus, néprajzi gyűjtő, plakáttervező (* 1845)
- május 26. – Hollán Ernő hadmérnök, altábornagy, államtitkár, az MTA tagja (* 1824)
- június 20. – Meszlényi Jenő honvédtiszt (* 1814)
- július 29. – I. Umbertó olasz király (* 1844)
- augusztus 8. – Emil Škoda cseh gépészmérnök, nagyiparos, a Škoda Művek alapítója (* 1839)
- augusztus 12. – Wilhelm Steinitz osztrák-amerikai sakkozó, az első hivatalos sakkvilágbajnok (* 1836)
- augusztus 25. – Friedrich Nietzsche  német klasszika-filológus, egyetemi tanár, filozófus (* 1844)
- október 20. – Naim Frashëri albán költő, író, műfordító, az „albán Petőfi” (* 1846)
- november 22. – Sir Arthur S, Sullivan angol zeneszerző (* 1842)
- november 30. – Oscar Wilde angol költő, író (* 1854)